# March (Baden-Wuerttemberg)
March é um município da Alemanha, no distrito da Brisgóvia-Alta Floresta Negra, na região administrativa de Friburgo , estado de Baden-Württemberg.